# Mazan-verkrachtingszaak

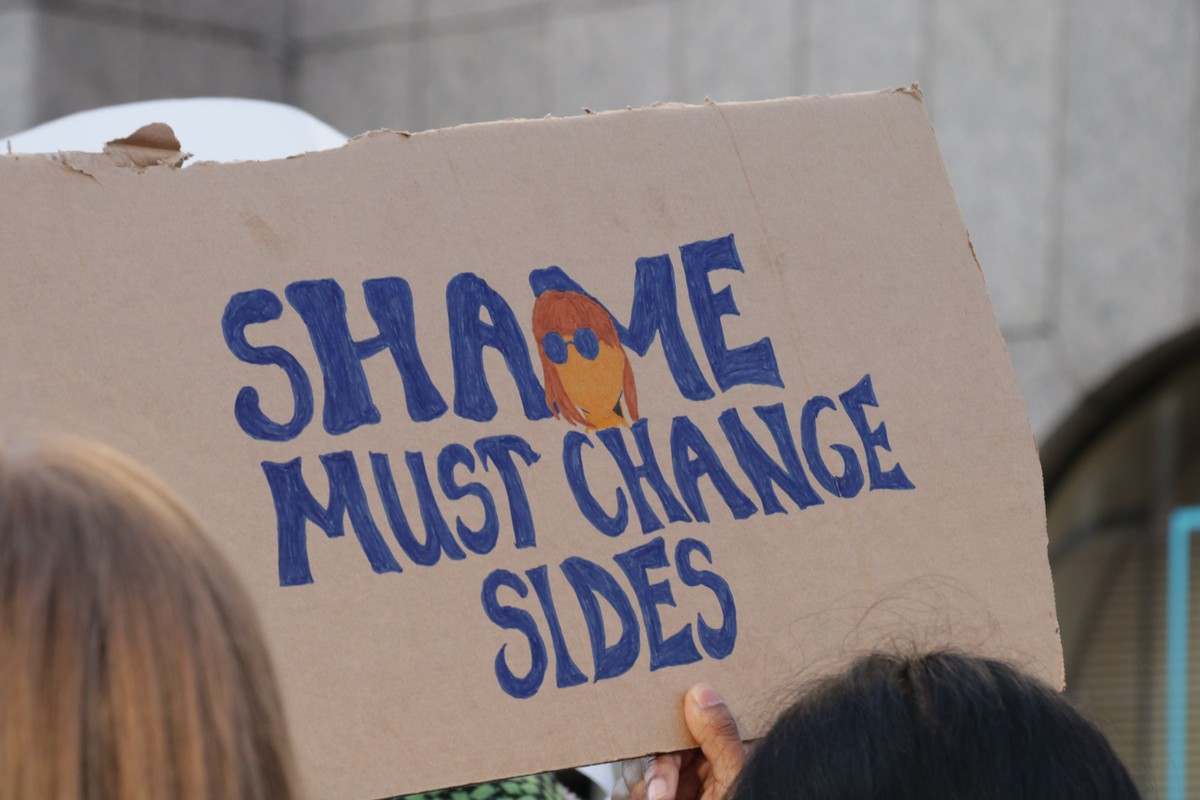
Feministisch protestbord in Düsseldorf, Internationale Vrouwendag 2025, met de tekst "Shame must change sides" (Engels voor "de schaamte moet naar de andere kant gaan").

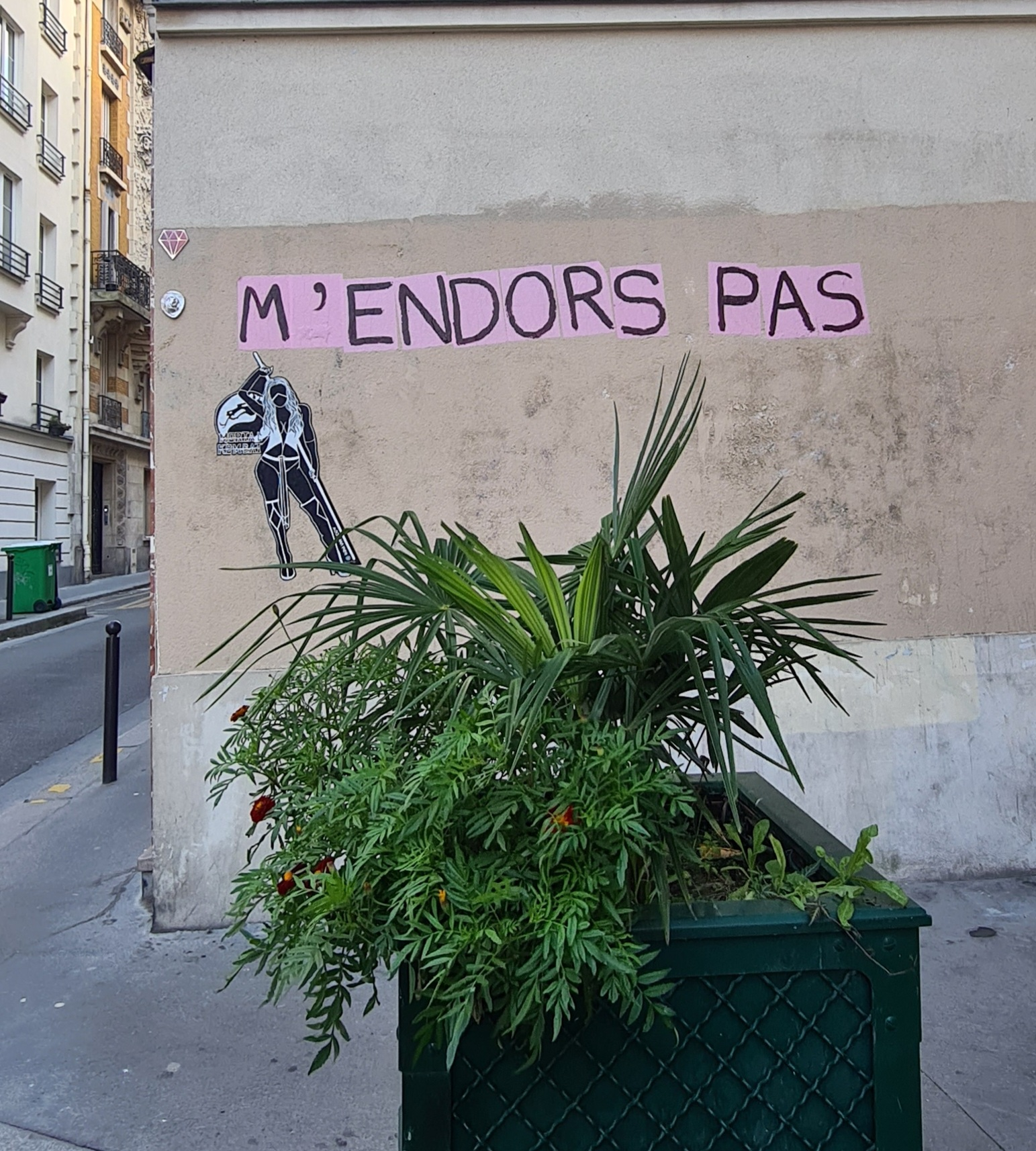
Feministische graffiti in Parijs.

De Mazan-verkrachtingszaak is een Franse rechtszaak van 2 september tot 19 december 2024 in Avignon, die sterke indruk maakte op de samenleving, in Frankrijk en daarbuiten. In de zaak werden 51 mannen beschuldigd van verkrachting van Gisèle Pélicot, die zonder haar medeweten was gedrogeerd door de hoofdverdachte, haar echtgenoot Dominique Pélicot, voornamelijk in Mazan, een gemeente in de Vaucluse, waar het echtpaar woonde.
Gisèle Pélicot vroeg om openbaarmaking van de procedure en verklaarde dat ze zich niet hoefde te schamen, en een van haar advocaten, Stéphane Babonneau, voegde toe: "de schaamte moet naar de andere kant gaan". Talrijke artikelen in regionale, nationale en internationale media beschreven de zaak als het resultaat van een maatschappij waarin verkrachtingscultuur en systematisch gendergerelateerd geweld zijn genormaliseerd, gebaseerd op sterke patriarchale en misogyne uitgangspunten. Vanwege haar moed om de procedure in de openbaarheid te laten plaatsvinden en haar strijd tegen seksueel geweld werd Gisèle Pélicot een icoon van de feministische beweging. Om diezelfde redenen werd ze in 2024 door de BBC genomineerd als een van de 'BBC 100 Women' en ontving ze in 2025 op de nationale feestdag 14 juli het Légion d'Honneur.

## Context en vermeende feiten
Op 12 september 2020 rond half vier, werd de 67-jarige Dominique Pélicot, betrapt door een bewaker bij de E.Leclerc-supermarkt in Carpentras: Pélicot filmde verschillende klanten 'upskirt', dus onder hun rokken, zonder hun medeweten of instemming. De bewaker greep in toen hij Pélicot had gezien via videobewaking. Pélicot filmde op dat moment zijn vierde slachtoffer. De politie werd opgeroepen, en Pélicot werd aangehouden.
De volgende ochtend besloot het Openbaar Ministerie van Carpentras zijn hechtenis op te heffen, en het vooronderzoek voort te zetten met een psychiatrisch onderzoek en de inspectie van de in zijn woning in beslag genomen computer. Daarop werden gesprekken ontdekt op de datingsite coco.gg, waarin Dominique Pélicot vreemden uitnodigde om zijn vrouw te verkrachten, en te kijken naar video's van overige verkrachtingen van zijn vrouw. Tijdens de verkrachtingen was zijn vrouw, Gisèle Pélicot, bewusteloos, doordat Dominique Pélicot haar grote doses Temesta (lorazepam, een krachtig anxiolytisch middel), had gegeven.
Na de ontdekking werd hij op 2 november 2020 opnieuw in hechtenis genomen. Daar bekende hij de feiten. Tegelijkertijd legde een politieagent in een andere ruimte de situatie uit aan Gisèle Pélicot, die voor het eerst op de hoogte werd gebracht van de feiten. Op 4 november 2020 werd Dominique Pélicot in voorlopige hechtenis geplaatst.
Op de in beslag genomen computer ontdekten onderzoekers een bestandsmap met de titel "abus" (Frans voor 'misbruik'), met daarin honderden video's met expliciete titels. Op basis van deze bestanden werd vastgesteld dat de gebeurtenissen plaatsvonden van juli 2011 tot oktober 2020. De politieagenten telden 92 verkrachtingen van het slachtoffer, die plaatsvonden in Mazan, in de slaapkamer van het echtpaar. Het slachtoffer, al bijna vijftig jaar getrouwd met Dominique Pélicot, had door de chemische middelen geen herinnering aan de feiten en ontdekte tijdens het politieonderzoek waar ze slachtoffer van was.
Dominique Pélicot had ook hun dochter gefilmd, bewusteloos en in haar ondergoed. Hij had ook zijn stiefdochters gefilmd, zonder hun medeweten, en plaatste de video's op dezelfde site.

## Slachtoffer
Het hoofdslachtoffer in deze zaak was Gisèle Pélicot, de echtgenote van de hoofdverdachte, Dominique Pélicot. Zodra ze van de feiten hoorde, vroeg ze een scheiding aan en verhuisde ze. De echtscheiding van werd officieel afgerond op 22 augustus 2024, elf dagen voor het begin van de rechtszaak.
Gisèle Pélicot had jarenlang last van onverklaarbare gynaecologische pijn, absences en vermoeidheid. Door het grote aantal verkrachtingen werd Gisèle Pélicot besmet met vier seksueel overdraagbare aandoeningen (soa's), waaronder het papillomavirus. Ze raakte niet besmet met hiv, syfilis en hepatitis. Door de verkrachtingsdrugs raakte ze in levensgevaar, en waren er bovendien risico's in haar dagelijks leven als gevolg van haar "bijna comateuze" toestand, aldus medisch deskundige Anne Martinat Sainte-Beuve.
Gisèle Pélicot vroeg om openbaarmaking van de procedure en verklaarde dat ze zich niet hoefde te schamen, en een van haar advocaten, Stéphane Babonneau, voegde toe: "de schaamte moet naar de andere kant gaan". Talrijke artikelen in regionale, nationale en internationale media beschreven de zaak als het resultaat van een maatschappij waarin verkrachtingscultuur en systematisch gendergerelateerd geweld zijn genormaliseerd, gebaseerd op sterke patriarchale en misogyne uitgangspunten. Vanwege haar moed om de procedure in de openbaarheid te laten plaatsvinden en haar strijd tegen seksueel geweld werd Gisèle Pélicot een icoon van de feministische beweging. Ook werd ze om die redenen door de BBC in 2024 genomineerd als een van de 'BBC 100 Women'.

### Légion d'Honneur
Frankrijk reikt elk jaar op zijn nationale feestdag 14 juli het Légion d'Honneur uit. In 2025 was Gisèle Pélicot een van de 589 mensen die de hoogste onderscheiding van het land ontvingen. Men roemde haar moedige, waardige houding tijdens het proces tegen haar ex-man. Zij werd een icoon van de feministische beweging vanwege haar strijd tegen seksueel geweld jegens vrouwen.

## Verdachten
Tussen 2011 en 2020 is hetzelfde slachtoffer 92 keer verkracht. De politie telde 83 potentiële verkrachters, waarvan er 54 werden geïdentificeerd: de 51 verdachten uit de rechtszaak, een 52e verdachte die inmiddels is overleden, en twee andere mannen die zijn vrijgelaten wegens gebrek aan bewijs. De echtgenoot van het slachtoffer was een van de verkrachters. Allen werden gearresteerd en gevangengezet.
De verdachten waren "normale" mannen, ten tijde van de feiten tussen de 22 en 67 jaar oud, allemaal afkomstig uit dezelfde regio als het echtpaar. Minstens 37 verdachten zijn vaders. Sommigen zijn gepensioneerd, anderen oefenen verschillende beroepen en functies uit, waarvan sommige van algemeen belang: brandweerman, militair, gevangenisbewaker, gemeenteraadslid. De verdachten hebben geen psychische aandoeningen, maar genieten van een gevoel van 'almacht' op vrouwenlichamen. Dertien verdachten verklaarden tegenover de agenten drugs te gebruiken of een verslaving aan alcohol, cannabis en/of cocaïne te hebben. Dertien verdachten, waaronder Dominique Pélicot, verklaarden tijdens hun jeugd slachtoffer te zijn geweest van seksueel geweld, onder wie twee van incest.
Drieëntwintig van de verdachten waren al eens door de rechtbank veroordeeld, waaronder zes voor partnergeweld en twee voor seksueel geweld. Negenenveertig verdachten stonden terecht wegens verkrachting onder verzwarende omstandigheden, een voor poging tot verkrachting en een wegens aanranding. Tijdens het onderzoek zijn grote hoeveelheden kinderpornografische afbeeldingen aangetroffen en zijn vijf verdachten aangeklaagd wegens het bezit van kinderporno.
Van de verdachten gingen er tien meerdere keren naar het huis van Pélicot, en 39 niet vaker dan een keer.
Tijdens de rechtszaak waren achttien verdachten (onder wie Dominique Pélicot) onder arrest, tweeëndertig verschenen onder gerechtelijk toezicht en een was op de vlucht, en werd in zijn afwezigheid berecht.

### Hoofdverdachte: Dominique Pélicot
Dominique Pélicot werd geboren op 27 november 1952 in Quincy-sous-Sénart, in het Franse département Seine-et-Oise. Eind jaren vijftig verhuisde zijn familie naar het département Indre, waar zijn vader Denis uiteindelijk werd aangenomen als voorman van het landgoed Oublaise in Luçay-le-Mâle, een revalidatiecentrum voor legerveteranen opgericht door commandant Jean-François Perrette (1898–1999) na de Tweede Wereldoorlog.
Dominique Pélicot beschrijft zijn vader als "hard, streng, autoritair" en "niet liefdevol". Hij was getuige van het huiselijk geweld tegenover zijn moeder Juliette. Voordat ze bij Denis Pélicot ging wonen, had ze twee kinderen met de broer van Denis, André. Volgens Dominique was zijn vier jaar oudere broer, Joël, het favoriete kind van Denis, met name vanwege zijn goede cijfers op school. Dominique Pélicot ging rond 1963 naar de middelbare school van Écueillé, maar verliet de school in de brugklas. Kort daarna ging hij aan het werk op bouwplaatsen.
In 1968 verliet de familie het landgoed van Oublaise om zich te vestigen in Châtillon-sur-Indre. Het jaar daarop haalden ze Nicole in huis, een kind uit de jeugdzorg. Dominique Pélicot verdenkt zijn vader ervan haar te hebben misbruikt. Op 17-jarige leeftijd behaalde hij zijn elektriciendiploma.
In 1971 verliet zijn familie hun appartement in het centrum van Châtillon, om zich twee kilometer verderop in een boerderij te vestigen. Datzelfde jaar ontmoette Dominique Pélicot Gisèle in een bedrijf in Azay-le-Ferron. Volgens hem was hij "op slag verliefd". Ze trouwden twee jaar later, in april 1973. Het echtpaar heeft drie kinderen: David, geboren in 1973, Caroline, geboren in 1978, en Florian, geboren in 1986. Datzelfde jaar overleed de moeder van Dominique Pélicot, "een ongelukkige vrouw die vocht voor haar kinderen" met wie hij "een heel goede relatie had", waardoor hij "diep getraumatiseerd" was.
Eind jaren tachtig ontdekte hij dat zijn vrouw een buitenechtelijke relatie had. Toen ze de relatie toegaf, was hij, volgens haar, voor de eerste en laatste keer agressief tegen haar. Hierna verliet hij Gisèle een paar maanden lang voor een andere vrouw, om vervolgens terug te keren naar de gezamenlijke woning.

#### Hoofdverdachte vermeend slachtoffer van verkrachting op 9-jarige leeftijd
Dominique Pélicot verklaarde slachtoffer te zijn geweest van meerdere verkrachtingen, gepleegd door een mannelijke verpleger in een kliniek in Châteauroux in 1961, wat door sommigen in zijn directe omgeving gedeeltelijk in twijfel werd getrokken. Zo zei zijn broer dat Dominique slechts een nacht in de kliniek had doorgebracht, en "toen hij terugkwam, sprak hij alleen over aanrakingen. Mijn moeder, die de instelling goed kende, heeft navraag gedaan en er waren die nacht alleen vrouwelijke verpleegkundigen". Hij noemt het verhaal van zijn broer "verzonnen om zichzelf een slachtofferrol te geven".
De advocaat van Dominique Pélicot, Béatrice Zavarro, trok de beweringen van zijn broer om de authenticiteit van dit verhaal te beoordelen in twijfel en bevestigde dat haar cliënt "zegt dat hij zijn ouders er nooit over heeft verteld" . Psycholoog Annabelle Montagne, deskundige bij het Gerechtshof van Nîmes, legde uit dat de verkrachting waarvan Dominique Pélicot beweert slachtoffer te zijn geweest "een breuk in zijn psyche" zou kunnen zijn geweest. Ze spreekt van "ervaring van objectivering", dat in de "prepuberale leeftijd [...] kan hebben bijgedragen aan het veranderen van iemands relationele positionering in de intieme en relationele sfeer".

#### Hoofdverdachte vermeend getuige van groepsverkrachting op 13-jarige leeftijd
Dominique Pélicot verklaarde dat hij in 1966, toen hij in de leer was op een bouwplaats, tegen zijn wil getuige was geweest van de groepsverkrachting van een vrouw - "een herinnering die hem achtervolgt".

#### Overige rechtszaken tegen hoofdverdachte

##### Zaak 1999/rechtszaak 2022: poging tot verkrachting Estella B. in 1999
Het DNA van Dominique Pélicot, afgenomen naar aanleiding van de seksuele misdrijven uit 2010, komt overeen met het DNA gevonden onder de schoen van Estella B., die aan een poging tot verkrachting wist te ontsnappen op 11 mei 1999 in Villeparisis. Zij was een 19-jarige medewerker van een makelaarskantoor Dominique Pélicot, die de feiten aanvankelijk ontkende, erkende ze uiteindelijk. De rechtszaak was door ontslag afgesloten, maar werd in 2022 opnieuw opgestart. Tijdens de rechtszaak wegens de verkrachtingen van zijn vrouw was de zaak nog in onderzoek.

##### Rechtszaak 2010: seksueel geweld in 2010
Tijdens het onderzoek rondom het misbruik van Gisèle Pélicot bleek dat Dominique Pélicot in 2010 al gearresteerd was omdat hij verschillende klanten 'upskirt' filmde, dus onder hun rokken, zonder hun medeweten of instemming, in een supermarkt in Seine-et-Marne. Er werd toen een DNA-monster afgenomen. Dat DNA-monster maakte het mogelijk de zaak in verband te brengen met de zaak uit 1999, hoewel deze match nooit werd gebruikt vanwege administratieve fouten in beide zaken.

##### Zaak 2022: verkrachting en moord op Sophie Narme in 1991
Op 14 oktober 2022 werd Dominique Pélicot aangeklaagd voor de verkrachting voor of na de (onopgeloste) moord op Sophie Narme, 23 jaar oud, in december 1991 in Parijs, stagiaire bij een makelaarskantoor. De moord toonde verschillende gelijkenissen met de aanval op Estella B., een andere jonge medewerker van een makelaarskantoor van 19 jaar oud, slachtoffer van een aanval op 11 mei 1999 in Villeparisis. Hij ontkende de dader te zijn van deze misdrijven. Het DNA kon niet vergeleken worden.

### Overige verdachten

#### Beschuldigd van verkrachting
De andere 49 beschuldigden van verkrachting zijn:
- Jean-Luc L., 46 jaar oud, houtbewerker in een spiegelfabriek;
- Patrick A., 60 jaar oud, werkloos;
- Patrice N., 55 jaar oud, elektricien;
- Christian L., 55 jaar oud, brandweerman in Valréas,[38] verkrachte het slachtoffer in uniform. Op zijn computers werden 728 beelden van kinderpornografie gevonden, evenals een onderhandeling op Skype met een vrouw in Metz om toestemming te krijgen haar bewusteloze 15-jarige dochter te verkrachten;
- Philippe L., 62 jaar oud, tuinman;
- Cyril B., 46 jaar oud, vrachtwagenchauffeur;
- Lionel R., 44 jaar oud, verkoper;
- Jacques C., 72 jaar oud, gepensioneerd;
- Cyprien C., 43 jaar oud, vrachtwagenchauffeur;
- Thierry P., 54 jaar oud, werkloos;
- Joan K., 26 jaar oud, militair in het 511e régiment du Train, wordt ervan verdacht Gisèle Pélicot te hebben verkracht op de dag van de geboorte van zijn eigen dochter;
- Simone M., 43 jaar oud, voormalig chasseur alpin, tijdelijk werkzaam in de bouw;
- Nizar H., 40 jaar oud, werkloos, acht keer eerder veroordeeld, met name voor huiselijk geweld op twee ex-partners;
- Jean T., 52 jaar oud, werknemer;
- Cédric G., 50 jaar oud, informaticus, had het plan zijn eigen vrouw te drogeren en haar over te leveren aan Dominique Pélicot;
- Saifeddine G., 36 jaar oud, vrachtwagenchauffeur;
- Paul G., 31 jaar oud, werkzaam in de agrarische sector;
- Thierry P., 61 jaar oud, koeltechnicus;
- Mahdi L., 36 jaar oud, werkzaam in het transport;
- Jean-Marc L., 74 jaar oud, gepensioneerd;
- Charly A., 30 jaar oud, heftruckchauffeur[39];
- Vincent C., 42 jaar oud, timmerman, eerder veroordeeld voor rijden onder invloed en huiselijk geweld tegen zijn ex-vriendin;
- Husamettin D., 43 jaar oud, arbeider, tweemaal veroordeeld voor drugsdelicten;
- Nicolas F., 42 jaar oud, correspondent voor een regionaal dagblad.[39] Op zijn computer werden 4.284 afbeeldingen en 262 video's van kinderpornografie gevonden;
- Didier S., 68 jaar oud, gepensioneerd;
- Karim S., 40 jaar oud, informaticus, heeft bekend zijn voormalige partner te hebben gepenetreerd terwijl ze sliep en wordt vervolgd voor het bezit van kinderpornografie;
- Dominique D., 45 jaar oud, oud-militair, vrachtwagenchauffeur, eenmaal veroordeeld voor rijden onder invloed, wordt ervan verdacht Gisèle Pélicot zes keer te hebben verkracht in het bijzijn van Dominique Pélicot tussen 2016 en 2020;
- Redouane A., 40 jaar oud, werkloos, negentien eerdere veroordelingen, waaronder een voor huiselijk geweld;
- Cendric V., 43 jaar oud, manager in een restaurant, zes keer eerder veroordeeld, waarvan 5 keer voor rijden onder invloed van alcohol;
- Andy R., 37 jaar oud, werkloos, alcoholist, twee keer veroordeeld voor huiselijk geweld tegen zijn ex-partner;
- Quentin H., 34 jaar oud, oud-politieagent, gevangenisbewaker in de gevangenis van Pontet;[40]
- Abdelali D., 47 jaar oud, onder curatele;
- Florian R., 32 jaar oud, bezorger, negen eerdere veroordelingen voor verschillende misdrijven (verkeersovertredingen, diefstal, heling, drugs, enzovoort), en seks met een minderjarige in 2020;
- Redouan El F., 55 jaar oud, verpleegkundige;
- Grégory S., 31 jaar oud, stukadoor;
- Fabien S., 39 jaar oud, werkloos, heeft zeventien feiten op zijn strafblad, waaronder de aanranding van een minderjarige onder de 15 jaar;
- Jean-Pierre M., 63 jaar oud, chauffeur, vader van zes kinderen. Dominique Pélicot zou hem "opgeleid" hebben om zijn vrouw op dezelfde manier als hij zelf aan te randen;[41][42][43]
- Mathieu D., 36 jaar oud, werkzaam in een winkel, vrijwilliger bij de brandweer;
- Omar D., 36 jaar oud, schoonmaker;
- Boris M., 37 jaar oud, bedrijfsagent, tweemaal eerder veroordeeld;
- Romain V., 63 jaar oud, seropositief sinds 2004, wordt ervan verdacht Gisèle Pélicot zes keer zonder condoom te hebben verkracht, tussen december 2019 en juni 2020;
- Cyrille D., 54 jaar oud, werkzaam in de bouw, maker van een van de films waarin Dominique Gisèle Pélicot misbruikt;
- Adrien L., 34 jaar oud, bouwmeester, eerder veroordeeld tot achttien jaar cel voor verkrachtingen en geweld tegen zijn ex-partners.[42] Op zijn strafblad staat ook een veroordeling voor herhaaldelijke bedreiging met een strafbaar feit;
- Mohamed R., 70 jaar oud, gepensioneerd, in 2017 veroordeeld voor de verkrachting van zijn eigen dochter toen ze nog geen 15 was;
- Ludovick B., 39 jaar oud, winkelier;
- Jérôme V., 46 jaar oud, werkzaam in een winkel, vrijwilliger bij de brandweer tot 2016, een tijd gevolgd voor een seksverslaving, wordt ervan verdacht Gisèle Pélicot zes keer te hebben verkracht tussen maart en juni 2020;
- Ahmed T., 54 jaar oud, loodgieter, wordt ervan verdacht Gisèle Pélicot te hebben verkracht in de nacht van 4 op 5 juni 2019, terwijl haar polsen en enkels waren vastgebonden;
- Hassan O., 30 jaar oud, werkloos, dertien keer eerder veroordeeld voor diefstal, drugshandel en geweldpleging. Hij is gevlucht en is de enige die zonder zijn bijzijn werd veroordeeld tijdens deze rechtszaak.

#### Beschuldigd van andere misdaden of overtredingen
- Jozef C., 69 jaar oud, gepensioneerd;[37]
- Hugo M., 39 jaar oud, tegelzetter, door zijn ex-partner verdacht van het toedienen van verkrachtingsdrugs.[37]

## Modus operandi
Dominique Pélicot gebruikte het onlineforum coco.gg (voormalig coco.fr) om klanten te vinden. In een privégroep op de site, die Pélicot de naam 'á son insu' gaf (Frans voor 'zonder haar medeweten'), plaatste hij advertenties en overlegde hij met de overige verdachten. Tijdens deze gesprekken gaf hij de eerste instructies voor het uitvoeren van verkrachtingen: er werd gesproken over slaappillen, bedoeld om zijn vrouw bewusteloos te houden zodat ze haar konden misbruiken. Vervolgens werden andere, meer specifieke instructies gegeven via gesprekken via Skype, zoals de instructies om op een afstand te parkeren om geen argwaan te wekken bij de buren, geen parfum te dragen en van tevoren niet te roken om geen geurspoor achter te laten, zich bij aankomst in de keuken uit te kleden, de handen te wassen en te fluisteren om geen lawaai te maken en te zorgen dat hun handen op kamertemperatuur zouden zijn om het slachtoffer niet wakker te maken.
De mannen gebruikten meestal geen condooms; na de afspraak waste Dominique Pélicot de geslachtsdelen van zijn vrouw om geen sporen achter te laten.

## Rechtszaak

### Voor de rechtszaak
Het Openbaar Ministerie in Avignon eiste verwijzing naar de strafrechtbank van Vaucluse wegens verkrachting onder verzwarende omstandigheden.
De echtscheiding van Gisèle en Dominique Pélicot werd officieel afgerond op 22 augustus 2024, elf dagen voor het begin van de rechtszaak; volgens de advocaat van Gisèle Pélicot een "sterk symbool".

### Tijdens de rechtszaak
De rechtszaak begon op 2 september 2024 en duurde tot 20 december van hetzelfde jaar. Bij aanvang vroeg procureur-generaal Jean-François Mayet, gesteund door verschillende advocaten van de verdachten, om de zitting achter gesloten deuren te houden. Het slachtoffer verzette zich daartegen en de strafrechter, bestaande uit vijf professionele magistraten, keurde na overleg de openbaarheid van de debatten goed. Gisèle Pélicot zei hierover: "Ik hoef me niet te schamen". Een van haar advocaten, Stéphane Babonneau, voegde hieraan toe: "de schaamte moet naar de andere kant gaan". Op 9 september 2024 maakten de advocaten van verschillende beklaagden bekend dat zij een klacht indienden wegens bedreigingen tegen hun cliënten naar aanleiding van de "verspreiding van persoonlijke informatie", wat tot bedreigingen en schade aan de familieleden en kinderen van de verdachten zou leiden.

### Veroordeling
Op 25 en 26 november 2024 openbaarde het Franse Openbaar Ministerie (OM) de strafeisen voor de verdachten. Tegen Dominique Pélicot, hoofdverdachte, werd een straf van 20 jaar cel geëist, de maximale straf voor verkrachting met verzwarende omstandigheid in Frankrijk. Verder eiste het OM 10 jaar gevangenisstraf voor elf van de beklaagden, 11 jaar voor twee, 12 jaar voor dertien, 13 jaar voor zes, 14 jaar voor zes, 15 jaar voor drie, 16 jaar voor vier, 17 jaar voor drie en 18 jaar voor een van de beklaagden.
Op 19 december 2024 werd het vonnis uitgesproken; alle verdachten werden schuldig bevonden. Dominique Pélicot werd veroordeeld tot 20 jaar cel, waarvan een derde deel voorwaardelijk. Jean-Pierre M., schuldig bevonden aan het verkrachten van zijn eigen vrouw naar de modus operandi van Pélicot, kreeg een straf van 12 jaar cel. De overige beklaagden werden veroordeeld tot een celstraf van drie jaar (waarvan twee voorwaardelijk) tot vijftien jaar. De kinderen van Gisèle Pélicot lieten na het oordeel weten "teleurgesteld" te zijn in de opgelegde celstraf, aanzienlijk lager dan de eis van het OM.
Na de uitspraak van de rechtbank betuigden meerdere Franse en internationale politici hun steun aan Gisèle Pélicot. Onder andere Franse parlementariërs Valérie Pécresse (Les Républicains), Manon Aubry (La France insoumise) en Yaël Braun-Pivet (Renaissance (Franse politieke partij), voorzitter van de Nationale Vergadering) deelden hun steun op social media, evenals Olaf Scholz, bondskanselier van Duitsland, en Pedro Sánchez, premier van Spanje.

## Media-aandacht

### In Frankrijk
De hele rechtszaak werd in Frankrijk van dichtbij gevolgd in de regionale en nationale pers. Talrijke artikelen beschreven het gedrag van de verdachten als het resultaat van een maatschappij waarin verkrachtingscultuur en systematisch geweld tegen vrouwen zijn genormaliseerd, gebaseerd op een sterke patriarchale en vrouwonvriendelijke gedachtegang. Daarbij werd het niet-bestaan van het begrip instemming in de juridische definitie van verkrachting in Frankrijk bekritiseerd.
Op 14 september werden er overal in Frankrijk demonstraties georganiseerd ter ondersteuning van Gisèle Pélicot en van alle slachtoffers van verkrachting.

### Internationaal
Ook vele buitenlandse media volgden de rechtszaak op de voet; onder meer de BBC, verschillende Engelse tabloids, The New York Times, The Washington Post, El País en Der Spiegel, The Guardian, Hindustan Times, en El Mundo, behoren tot de 36 geaccrediteerde media.
Ze brachten allemaal een eerbetoon aan de moed van het slachtoffer dat vroeg om openbaarmaking van de procedure "zodat de schaamte van kant verandert". Ze waren het met elkaar eens dat, zoals Der Spiegel het beschreef, de verdachten niet als "monsters" moeten worden beschreven, daar dit hen in de hand speelt en hun afweermechanisme overneemt, terwijl het "veel zorgwekkender zou zijn om te moeten toegeven dat verkrachters allemaal geworteld zijn in een voortdurend sociaal weefsel van gebagatelliseerde vrouwenhaat". In een artikel over de rechtszaak vatte de Franse krant Courrier international de analyses van de internationale pers samen: 'Lafheid, wreedheid, broederschap […] patriarchale solidariteit […] vrouwonvriendelijke brutaliteit [en] gewone mannelijkheid'.